# Epidemia di colera ad Haiti del 2010

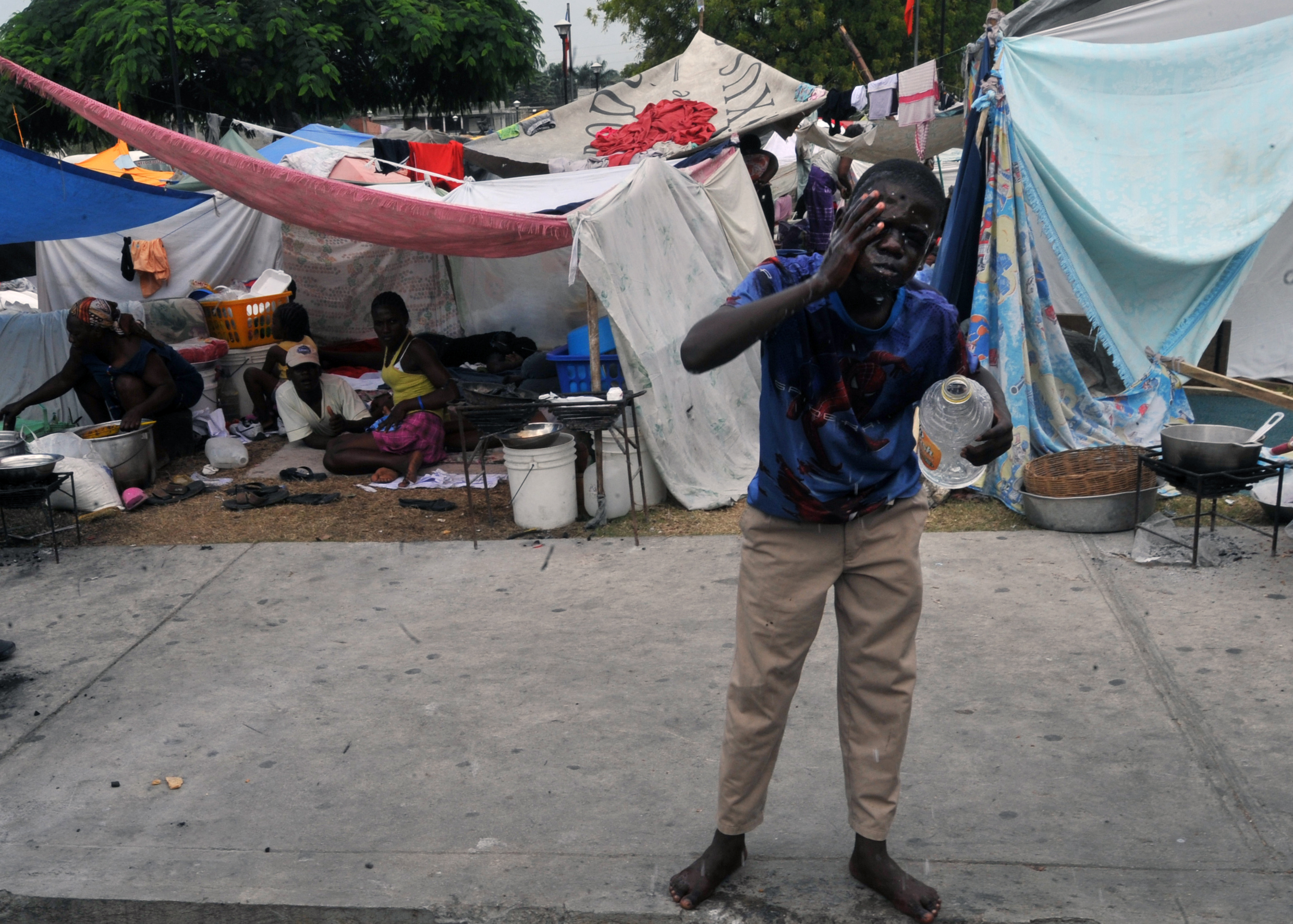
Le precarie condizioni igieniche dovute al terremoto avvenuto qualche mese prima hanno portato l'insorgere e la diffusione del colera

L'epidemia di colera ad Haiti del 2010 ebbe inizio verso la fine del mese di ottobre di quell'anno nella regione Saint-Marc, a circa 100 km a Nord della capitale Port-au-Prince, contagiando almeno 150.000 persone e uccidendone 3333. In seguito i contagi totali arrivarono a oltre 800 000 e i morti a oltre 10 000.
Era più di un secolo che ad Haiti non si presentava un'epidemia di colera così grave. Il nuovo fenomeno creò panico e confusione nella popolazione, complicando di fatto le operazioni di soccorso.

## Cause e diffusione
Si sospettò che alcuni pazienti avessero bevuto dal fiume Artibonite acqua contaminata, contraendo così la malattia, per cui furono inviati sul posto medici, medicine, acqua potabile e altri aiuti umanitari allo scopo di rallentarne e arrestarne la diffusione. Si sospettò inoltre che il sistema fluviale fosse stato infettato a causa di una fuoriuscita di liquami da una base di pace nepalese. Vincenzo Pugliese della Minustah confermò il test.
Il Centers for Disease Control and Prevention statunitense, tramite analisi del DNA, dimostrò che diversi campioni di colera in pazienti haitiani erano stati identificati come sierogruppo O1 del Vibrio cholerae, sierotipo Ogawa, un ceppo originario dell'Asia meridionale. Alcuni funzionari della sanità haitiani non la considerarono comunque una prova inconfutabile.
La presenza dell'epidemia risultò confermata in 10 dipartimenti tra cui Arcahaie, Limbé, Mirebalais e la capitale Port-au-Prince. L'epidemia si propagò anche al quartiere degradato di Citè Soleil, la cui popolazione si ribellò, chiedendo alla brigata nepalese delle Nazioni Unite di lasciare il paese.

## Controversie
Molte persone non poterono ricervere le cure adeguate a causa degli ospedali sovraffollati. Si temette che la malattia potesse ulteriormente diffondersi, in quanto migliaia di persone vivevano allora nei campi in condizioni precarie a seguito del terremoto del gennaio 2010.

## Reazioni
Gabriel Thimoté, capo dipartimento della salute Haitiano dichiarò che erano state trattate 4.147 persone, mentre il responsabile dell'Organizzazione Mondiale della Sanità Claire-Lise Chaignat sostenne che l'epidemia non era stata contenuta del tutto, non avendo ancora raggiunto un "picco". Per questo motivo le autorità haitiane ebbero a paventare una eventuale diffusione del morbo nella capitale.